# Montipora danae
Montipora danae is een rifkoralensoort uit de familie van de Acroporidae. De wetenschappelijke naam van de soort is voor het eerst geldig gepubliceerd in 1851 door Milne Edwards & Haime.